# Hello Friends
《Hello Friends》（韓語：헬로 프렌즈 - 친구추가）是韓國KBS 2TV播出的中秋特辑綜藝節目，由尹鐘信、金俊浩、車太鉉、徐章煇、許志雄、斗俊(BEAST)主持，普美、鄭恩地、金南珠(APINK)、康男(M.I.B)等人出演。節目為打破年齡差異、世代差異、三觀差異，全世界都可以做朋友為主旨的脫口秀綜藝節目。

## 參與來賓
- 普美、鄭恩地、金南珠(APINK)
- 康男(M.I.B)
- 恩光、鎰勳(BTOB)
- 采妍、熙賢(DIA)
- 請夏、金素慧、有情、昭彌(I.O.I)
- 多榮、秀斌、恩熙(宇宙少女)
- Yerin、Eunha、Yuju、Umji(GFRIEND)
- 率濱(LABOUM)